# Кубок України з футболу серед аматорів 1997—1998
Кубок України з футболу серед аматорів 1997/1998 — другий розіграш Кубка України серед аматорів, перший під егідою ААФУ.
У розіграші Кубка взяли участь 20 команд:
| - «Агровест» (Новоолександрівка) - «Горизонт» (Козятин) - «Даліс» (Комишуваха) - «Енергетик» (Бурштин) - «Енергетик» (Слобожанське) - «Зоря» (Хоростків) - «Інтеркас» (Київ) - КХП (Тальне) - «Лідер» (Новоград-Волинський) - «Лісник» (Перечин) | - «Локомотив» (Знам'янка) - «Митник» (Вадул-Сірет) - СК «Первомайськ» (Первомайськ) - РФУВК (Київ) - «Спартак» (Трускавець) - ФК «Харцизьк» (Харцизьк) - «Харчовик» (Попівка) - «Хімік» (Рівне) - «Чексил» (Чернігів) - «Явір» (Цумань) |

## 1/16 фіналу
| Команда 1  | Заг. | Команда 2 | Матч 1 | Матч 2 |
| ---------- | ---- | --------- | ------ | ------ |
| «Митник»   | 3:2  | «Спартак» | 3:0    | 0:2    |
| «Явір»     | 2:1  | «Лісник»  | 2:0    | 0:1    |
| «Агровест» | 3:2  | «Чексил»  | 2:1    | 1:1    |
| РФУВК      | 6:4  | КХП       | 5:1    | 1:3    |

## 1/8 фіналу
| Команда 1     | Заг.          | Команда 2        | Матч 1 | Матч 2 |
| ------------- | ------------- | ---------------- | ------ | ------ |
| «Митник»      | 2:2, пен. 4:5 | «Явір»           | 1:1    | 1:1    |
| «Хімік»       | 1:5           | «Зоря»           | 1:4    | 0:1    |
| «Інтеркас»    | 2:0           | «Горизонт»       | 2:0    | 0:0    |
| «Енергетик» Б | 2:1           | «Лідер»          | 2:1    | 0:0    |
| «Агровест»    | 4:2           | РФУВК            | 2:1    | 2:1    |
| ФК «Харцизьк» | 2:3           | «Локомотив»      | 2:3    | −:+    |
| «Даліс»       | 2:0           | СК «Первомайськ» | 2:0    | 0:0    |
| «Харчовик»    | 4:2           | «Енергетик» С    | 3:2    | 1:0    |

## 1/4 фіналу
| Команда 1   | Заг. | Команда 2     | Матч 1 | Матч 2 |
| ----------- | ---- | ------------- | ------ | ------ |
| «Явір»      | 0:1  | «Зоря»        | 0:0    | 0:1    |
| «Інтеркас»  | 3:5  | «Енергетик» Б | 3:1    | 0:4    |
| «Даліс»     | 3:1  | «Харчовик»    | 1:0    | 2:1    |
| «Локомотив» | 0:1  | «Агровест»    | 0:1    | 0:0    |

## Півфінали
| Команда 1 | Заг. | Команда 2     | Матч 1 | Матч 2 |
| --------- | ---- | ------------- | ------ | ------ |
| «Даліс»   | 5:2  | «Агровест»    | 3:1    | 2:1    |
| «Зоря»    | 4:2  | «Енергетик» Б | 3:0    | 1:2    |

## Фінал
| 24 травня 1998 |

| «Даліс»     | 1:2      | «Зоря»                 |
| ----------- | -------- | ---------------------- |
| Кочетков 9' | протокол | Васьків 37' Музика 75' |

| Запоріжжя, стадіон ЗТЗ Глядачів: 100 Арбітр: Василь Мельничук (Сімферополь) |

| 30 травня 1998 |

| «Зоря» | 0:0      | «Даліс» |
| ------ | -------- | ------- |
|        | протокол |         |

| Хоростків, стадіон «Харчовик» Глядачів: 4 000 Арбітр: Валерій Онуфер (Ужгород) |

Володар кубка України серед аматорів — «Зоря» (Хоростків)